# Rejon onufrijiwski
Rejon onufrijiwski – jednostka administracyjna wchodząca w skład obwodu kirowohradzkiego Ukrainy.
Rejon utworzony w 1923, ma powierzchnię 889 km² i liczy 17 326 mieszkańców. Siedzibą władz rejonu jest Onufrijiwka.
Na terenie rejonu znajdują się 2 osiedlowe rady i 11 rad wiejskich, obejmujących w sumie 27 wsi.

## Miejscowości rejonu
- (Байдакове)
- (Браїлівка)
- (Дача)
- (Деріївка)
- (Ясинуватка
- (Калачівка)
- (Камбурліївка)
- (Костянтинівка)
- (Краснофедорівка)
- (Куцеволівка)
- (Лозуватка)
- (Любівка)
- (Мар'ївка)
- (Млинок)
- (Морозівка)
- (Омельник)
- Onufryówka (Онуфріївка)
- (Павловолуйськ)
- (П'ятомиколаївка)
- (Петрівка)
- (Попівка)
- Pawłysz[2] (Павлиш)
- (Солдатське)
- (Шевченка)
- (Успенка)
- Wasyliwka (Василівка)
- (Вишнівці)
- (Зибкове)